# جنبش ضد زجرکشی

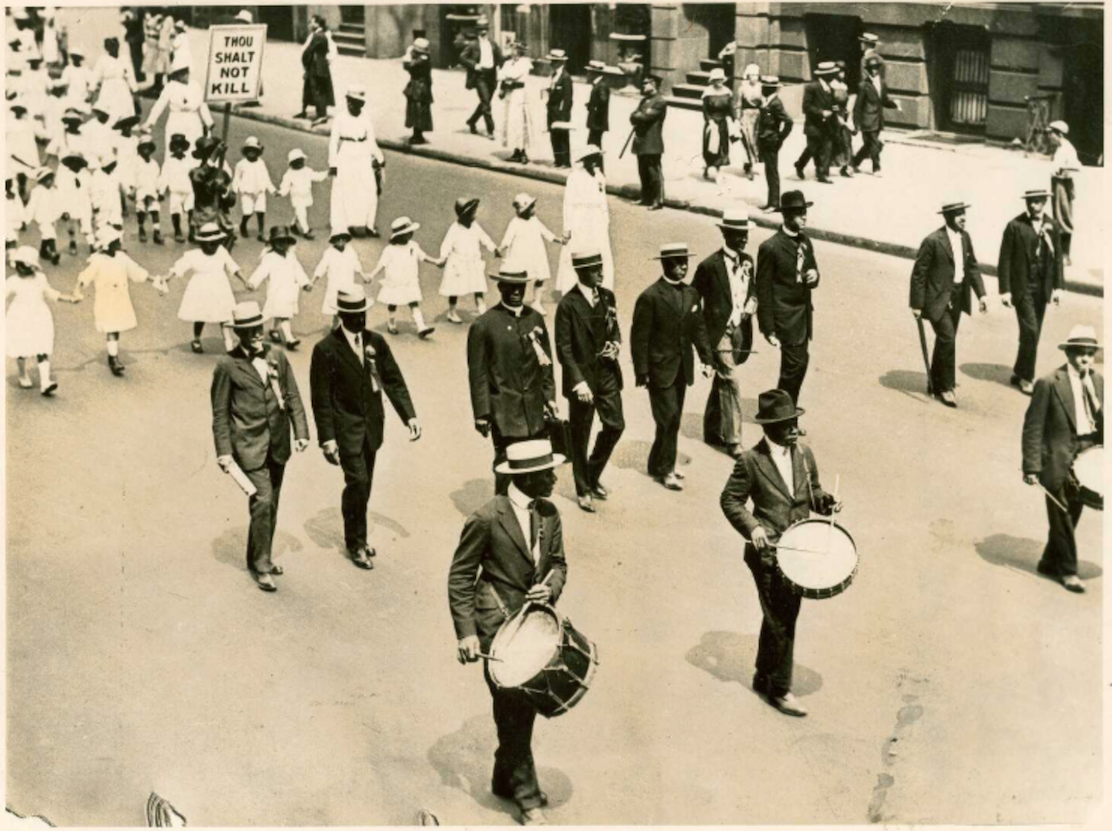
جنبش ضد زجرکشی

جنبش ضد زجرکُشی سیاهان یک جنبش حقوق مدنی در آمریکا بود که با هدف لغو زجرکش کردن سیاهان برپا شد، زیرا این شیوه، یکی از ابزارهای سرکوب آمریکایی‌های سیاه‌پوست بود. این جنبش در سال‌های اواخر دهۀ بیست میلادی یعنی دهه‌های هشتاد و نود میلادی به اوج خود رسید. اغلب اعضای این گروه سیاه‌پوستان آمریکایی بودند که سعی می‌کردند سیاست مداران را قانع کنند تا راهی برای اصلاح این وضعیت پیدا کنند و پس از شکست خوردن این راهبرد، سعی کردند برای تصویب قانونی ضد زجرکشی تلاش کنند. زنان سیاه آمریکا نیز در شکل‌گیری این جنبش نقش مؤثری داشتند و بخش بزرگی از جنبش از سازمان‌های زنان تشکیل شده‌بود.

ابتدای کار جنبش ضد زجرکشی به صورت کنوانسیون‌های متشکل از سیاه پوستان بود که پس از بروز هر مورد زجرکشی، جلسه تشکیل می‌دادند. این جنبش در سال‌های دهه ی نود توانست پشتیبانی مردم را به دست بیاورد. در این مدت، دو سازمان اصلی جنبش یکی لیگ آمریکایی‌های سیاه (AAL) و دیگری شورای ملی برابری حقوق (NERC) بودند.
در سال ۱۹۰۹، انجمن ملی پیشرفت رنگین پوستان (NAACP) تأسیس شد. تشکیل این سازمان نقطه عطفی در تاریخ جنبش ضد زجرکشی است و باعث تولد کمیته ویژه‌ای در سال ۱۹۱۶ شد که برای تصویب قانون ضد زجرکشی و نیز روشنگری برای مردم در مورد زجرکشی شکل گرفت.
نورالی فرانکل می‌گوید جنبش ضد زجرکشی ریشه در جنبش‌های آزادی خواهانه پس از جنگ داخلی آمریکا دارد و فقط نتیجه اصلاحات دوران ترقی نیست.
زنان آفریقایی-آمریکایی در شکل‌گیری این جنبش نقش قابل توجهی داشتند و بخش عمده‌ای از این جنبش را سازمان‌های مختص زنان شکل می‌دادند.